# Roman Ogaza
Roman Grzegorz Ogaza, född den 17 november 1952 i Katowice, Polen, död 5 mars 2006 i Forbach, Frankrike, var en polsk fotbollsspelare som tog OS-silver i fotbollsturneringen vid de olympiska sommarspelen 1976 i Montréal.